# Katja (operett)
Katja (tyska: Katja, die Tänzerin) är en operett i tre akter med libretto av Leopold Jacobson och Rudolph Österreicher och med musik av Jean Gilbert. Operetten hade premiär i Wien 1922. Svensk premiär fick Katja på Oscarsteatern 31 augusti 1923 i regi av Nils Johannisson. 25 september samma år uppfördes Katja i regi av Oskar Textorius på Stora teatern i Göteborg. I Göteborgsuppsättningen spelade Naima Wifstrand i titelrollen.
Handlingen utspelas under en natt i Monte Carlo.

## Personer
- Maud Sumerdahl, Patricias vän
- Leander Billdorff, Greve Orpitchs sekreterare
- Greve Orpitch, Karujisk Ambassadör.
- Patricia, Dotter till Greve Orpitch.
- Ivo, Furst Ogladin.
- Katja Karina, Furstinnan Ilanoff.
- Edouard, Betjänt hos greve Orpitch
- Carl, Furst Karuja
- Simon, Furstens tjänare
- Andre, Ivos adjutant
- Gäster - Amilie; Hortense: Louise: Henri:
- Tom Green. Poliskonstapel
- Boscart, Polischef
- Poliskommissarie
- Vladimir vid den Kejserliga baletten
- Natasha vid den Kejserliga baletten
- Annette
- Gäster, Poliser, Dansare, Konspiratörer